# Troisfontaines-la-Ville
Troisfontaines-la-Ville är en kommun i departementet Haute-Marne i regionen Grand Est (tidigare regionen Champagne-Ardenne) i nordöstra Frankrike. Kommunen ligger i kantonen Wassy som tillhör arrondissementet Saint-Dizier. År 2022 hade Troisfontaines-la-Ville 432 invånare.

## Befolkningsutveckling
Antalet invånare i kommunen Troisfontaines-la-Ville
| Referens: INSEE |